# Hrabstwo Cook (Georgia)

Piramida wieku hrabstwa

Hrabstwo Cook (ang. Cook County) – hrabstwo w stanie Georgia w Stanach Zjednoczonych. Jego siedzibą administracyjną jest Adel.

## Geografia
Według spisu z 2000 roku obszar całkowity hrabstwa obejmuje powierzchnię 233,22 mil2 (604,04 km²), z czego 229,02 mil2 (593,16 km²) stanowią lądy, a 4,20 mil2 (10,88 km²) stanowią wody.

### Miejscowości
- Adel
- Cecil
- Lenox
- Sparks

### Sąsiednie hrabstwa
- Hrabstwo Tift (północ)
- Hrabstwo Berrien (wschód)
- Hrabstwo Lowndes (południowy zachód)
- Hrabstwo Brooks (południowy zachód)
- Hrabstwo Colquitt (zachód)

## Demografia
Według spisu z 2020 roku liczy 17 229 mieszkańców, co oznacza wzrost o 0,1% w porównaniu z poprzednim spisem z roku 2010. Według danych pięcioletnich z 2021 roku 68% to biali (62,2% nie licząc Latynosów), 27,9% czarnoskórzy lub Afroamerykanie, 2,2% miało rasę mieszaną, 0,8% Azjaci i 1% to rdzenna ludność Ameryki. Latynosi stanowili 7,4% populacji hrabstwa.

## Polityka
Hrabstwo jest silnie republikańskie, gdzie w wyborach prezydenckich w 2020 roku, 69,6% głosów otrzymał Donald Trump i 29,3% przypadło dla Joe Bidena. 